# 镇康耳蕨
镇康耳蕨（学名：Polystichum oblongum），为鳞毛蕨科耳蕨属下的一个植物种。